# Lissoscarta pereneensis
Lissoscarta pereneensis är en insektsart som beskrevs av Young 1977. Lissoscarta pereneensis ingår i släktet Lissoscarta och familjen dvärgstritar. Inga underarter finns listade i Catalogue of Life.